# Ellen Kandeler
Ellen Kandeler (* 16. Juni 1957 in Berlin) ist eine deutsche Biologin und Agrarwissenschaftlerin insbesondere der Bodenbiologie an der Universität Hohenheim, im EU-Projekt Biofector leitet sie den Bereich Bodenbiologie.

## Leben und Wirken
Nach dem Abitur 1975 in Wien studierte Ellen Kandeler Biologie an der Universität Wien mit Diplom 1979. Es folgte 1983 die Promotion in chemischer Pflanzenphysiologie an der gleichen Universität. Danach war sie wissenschaftliche Mitarbeiterin an der Bundesanstalt für Bodenwirtschaft Wien (1983 bis 1995) sowie Universitätslektorin am Institut für Bodenkunde und Baugeologie der Universität für Bodenkultur Wien und am Zoologischen Institut der Universität Wien (1987 bis 1998). Parallel dazu erfolgte 1994 die Habilitation mit Venia legendi für das Lehrgebiet Bodenbiologie an der Universität für Bodenkultur, Wien und die Übernahme der Abteilungsleitung Bodenmikrobiologie bzw. Leitung des Forschungszentrums am Bundesamt für Landwirtschaft in Wien (1995 bis 1998) sowie die Vertretung der Professur Bodenbiologie und Bodenökologie an der Landwirtschaftlichen Fakultät der Universität Halle-Wittenberg.
1998 nahm Kandeler den Ruf der Universität Hohenheim als Professorin für das Fachgebiet Bodenbiologie am Institut für Bodenkunde und Standortlehre an. Seit 2023 ist sie korrespondierendes Mitglied der Niedersächsischen Akademie der Wissenschaften zu Göttingen.

## Hauptforschungsgebiete
- Bodenmikrobiologie; mikrobielle Ökologie; Bodenökologie
- Schwerpunkte in der Lehre:
  - Vertretung des Fachgebiets Bodenbiologie für B.Sc., M.Sc.- und Diplomstudenten der Studienrichtungen Agrarwissenschaften, Agrarbiologie und Biologie
  - Einführung in die Bodenbiologie; Geo- und Umweltmikrobiologie; molekulare Bodenmikrobiologie; Biologie der Biochemie von Böden; Mikrobiologie der Rhizosphäre

## Selbstverwaltungsfunktionen
- Geschäftsführende Direktorin des Instituts für Bodenkunde und Standortlehre
- Mitglied des Fakultätsrates und der Großgerätekommission (2000–2002)

## Mitgliedschaften
- Internationale Bodenkundliche Gesellschaft
- Verband deutscher landwirtschaftlicher Untersuchungs- und Forschungsanstalten (VDLUFA)
- Deutsche Bodenkundliche Gesellschaft
- Soil Science Society of America

## Veröffentlichungen (Auswahl)
- Liste der Publikationen von Ellen Kandeler auf der Website der Universität Hohenheim

- E. Kandeler, C. Kampichler, O. Horak: Influence of heavy metals on the functional diversity of soil microbial communities. In: Biology and Fertility of Soils. Band 23, Nr. 3, 1996, S. 299–306.
- M. A. Bradford, T. H. Jones, R. D. Bardgett, H. Black, B. Boag, M. Bonkowski, R. Cook, T. Eggers, A. C. Gange, S. J. Grayston, E. Kandeler, A. E. McCaig, J. E. Newington, H. Setälä, P. L. Staddon, G. M. Tordoff, D. Tscherko, J. H. Lawton: Impacts of Soil Faunal Functional Composition on Model Grassland Ecosystems. In: Science. Band 298, Nr. 5593, 2002, S. 615–618.
- K. Deiglmayr, L. Philippot, U. A. Hartwig, E. Kandeler: Structure and activity of the nitratereducing community in the rhizosphere of Lolium perenne and Trifolium repens under longterm elevated atmospheric pCO2. In: FEMS Microbiology Ecology. Band 49, Nr. 3, 2004, S. 445–454.
- L. Ruess, K. Schütz, D. Haubert, M. M. Häggblom, E. Kandeler, S. Scheu: Application of lipid analyses to understand trophic interactions in soil. In: Ecology. Band 86, 2005, S. 2075–2082.
- E. Kandeler, M. Stemmer, M. H. Gerzabek: Role of microorganisms in carbon cycling in soils. In: F. Buscot, A. Varma: Microorganisms in soils: roles in genesis and functions. Berlin/Heidelberg 2005, ISBN 3-540-22220-0, S. 139–157.
- Karl Stahr, Ellen Kandeler, Ludger Herrmann, Thilo Streck: Bodenkunde und Standortlehre. 4. Aufl., Ulmer, Stuttgart 2020, ISBN 978-3-8252-5345-5.